# フィンランドのコンピュータゲーム産業の歴史

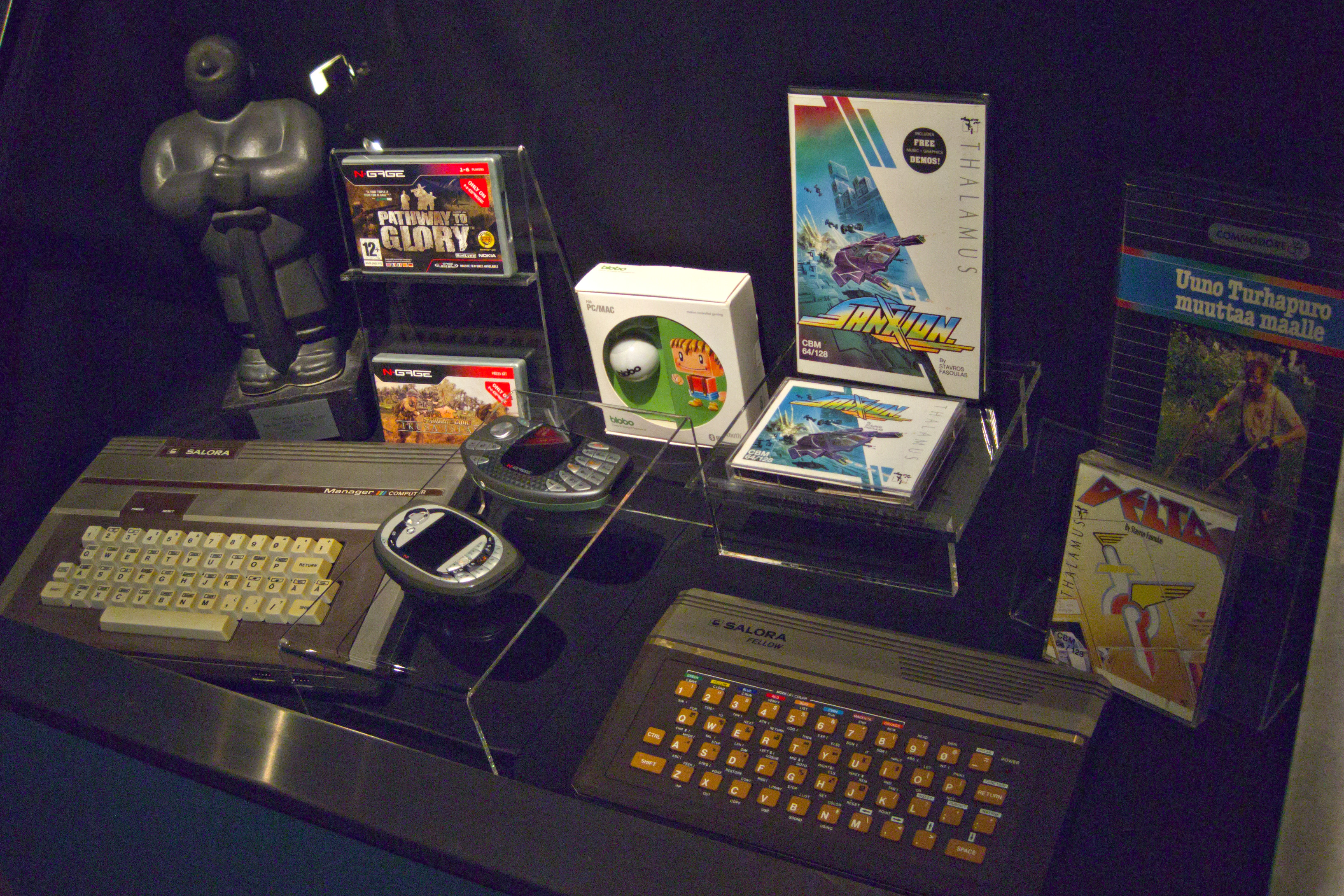
ルプリーッキ・メディア博物館の「フィンランドのゲーム今昔」で展示されたフィンランドのコンピュータゲーム、2012年撮影。

フィンランドのコンピュータゲーム産業の歴史（フィンランドのコンピュータゲーム産業のれきし、英語: History of video game industry in Finland）は1979年に始まった。この年、Telmac 1800で動かせるチェスゲームが発表された。フィンランドのコンピュータゲーム会社ではSupercell、ロビオ、レメディ・エンターテインメント、バグベア・エンターテインメント、Sulake、RedLynx、Frozenbyte、Housemarqueが収めており、フィンランドで開発されたゲームのうち最も重要なものにはマクス・ペイン、ラリー・トロフィー、スターダスト、Angry Birdsなどがある。

## 1979年-1989年：アマチュアの時代

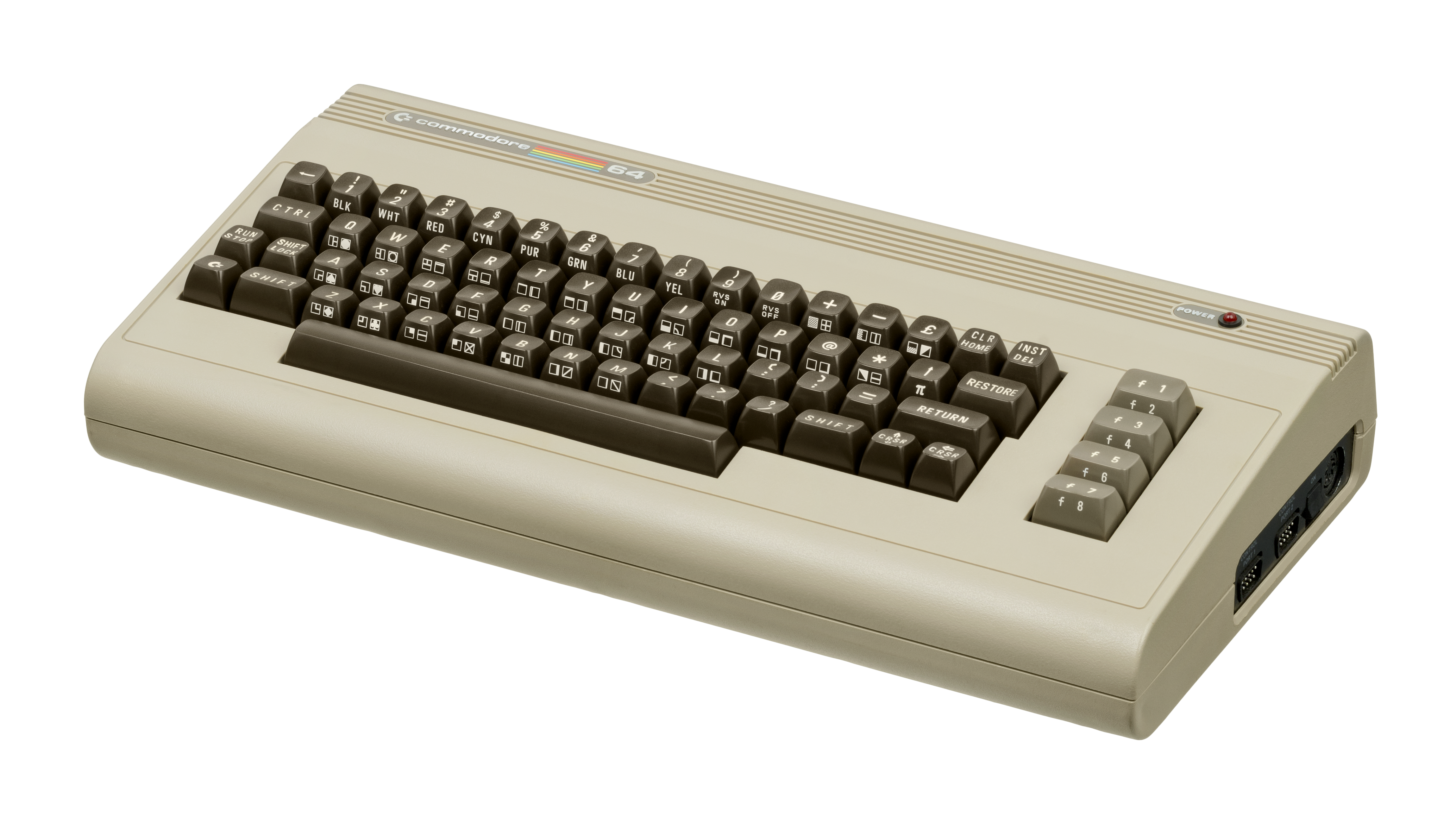
コモドール64。コモドール64は1980年代初期のフィンランドにおいて最も人気なコンピューターだった。

1980年代初期、フィンランドにおけるコンピュータゲーム開発はただの趣味だった。コモドール社のコンピューターは当時フィンランドで最も人気のあるコンピューター製品であった。主にBASICで書かれたソースコードがMikroBittiなどのコンピューター雑誌で公開され、MikroBittiは「当月のプログラム」の賞金として500から1,000マルッカを提供していた。任天堂はゲーム機を発売していたが、ライセンス費用がアマチュアにとっては高すぎたため、フィンランドのゲーム開発者には興味を持たれなかった。
フィンランドではじめて制作されたコンピュータゲームは1979年に発表された、Telmac 1800で動かせるチェスゲームである。より大規模なゲーム制作は1984年に始まり、アメアスポーツコーポレーションのソフトウェア部門であるアメアソフト（AmerSoft）がコモドール機で動かせるゲーム4種類を発表された。メフリニャ（Mehulinja）、ミューラヤハティ（Myyräjahti）、ヘルックスー（Herkkusuu）、ラハルフティマス（Raharuhtimas）の4種類だったが、インターフェースがフィンランド語であり、国際で宣伝する計画もなかった。アメアソフト以外にもトリオソフト社（TrioSoft）とテクノピステ社（Teknopiste）がゲームを発売しており、またコモドール以外にもZX Spectrum、Spectravideo、MSX向けのゲームが発表された。
この時期の有名な開発者にはスタヴロス・ファソウラスとユッカ・タパニマキがいる。

## 1990年-1999年：デモシーンと初のゲームスタジオ
1990年代、AmigaやPC/ATなどより複雑なプラットフォームがコモドールに取って代わろうとしていた。その複雑さにより、ゲーム開発は1人の「ヒーロー」ではできなくなり、開発チームが必要になった。

### デモシーンが開発者を集める

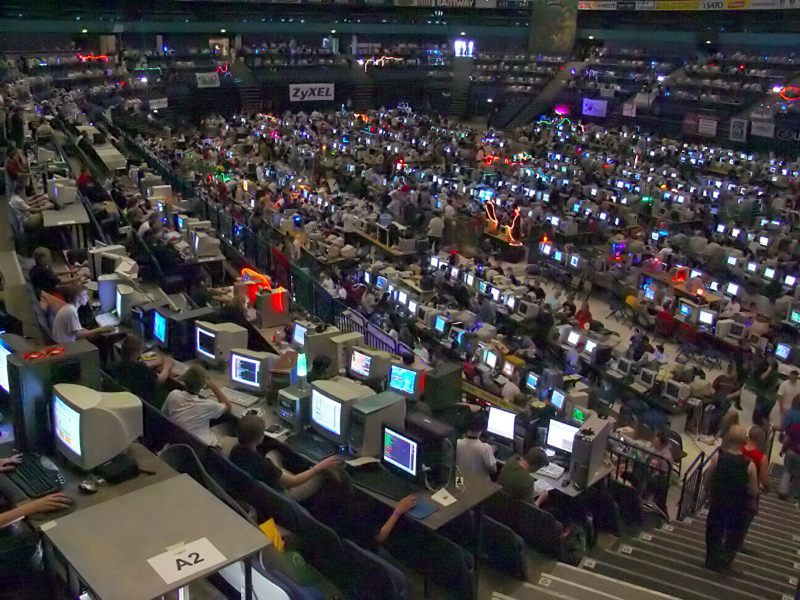
2004年のアセンブリ。

デモシーンが開発者を集めてきた。この時期の重要なイベントに1992年以降行われてきたアセンブリというデモの見せ合いイベントであり、当時デモ開発者が集まる世界最大のイベントだった。アセンブリはアマチュアが短いデモを行ってプログラミングスキルを披露する場である。デモシーンの発展には海賊版も大きく寄与しており、無料でゲームを入手したい人々がコピーガードを破る方法を学んだ。当時のクラッカーグループの間には競争があり、名声を得るためにクラックしたゲームにイントロを追加したりした。これによりイントロの開発自体にも競争が生じ、イントロの視覚品質も競争の一部となった。アセンブリの組織者ユッシ・ラーッコネン（Jussi Laakkonen）によると、デモシーンが発展した理由は親が子供にゲーム機ではなくコンピュータを買い与えたこと、そしてコンピュータがあれば自分のイントロやほかのデモを作ることができる、という2点である。

### 初のゲームスタジオ
フィンランド初のコンピュータゲーム会社テラマーク（Terramarque）とブラッドハウス（Bloodhouse）は1993年に成立した。1995年には併合してHousemarqueになった。テラマークとブラッドハウスはAmigaのゲームを開発したが、Housemarqueはパーソナルコンピュータ（PC）のゲームを開発した。
サムリ・シュヴァフオコ（Samuli Syvähuoko）はデモシーンで知り合った人々とともに、両親のガレージでレメディ・エンターテインメントという会社を成立した。レメディがはじめて開発したゲームが成功を収めると、レメディは正式にオフィスをかまえてファーストパーソン・シューティングゲーム（FPS）を制作した。このFPSは後のマクス・ペインとなった。

### 携帯電話の雛形
アーケードゲームの一種であるヘビゲームがノキア社の携帯電話にプリインストールされた。このヘビゲームではヘビを4方向に動かすことができ、グラフィックスは黒い四方正方形だった。ノキア社のヘビゲームは1997年にノキアの設計エンジニアであるタネリ・アルマント（Taneli Armanto）によって開発され、Nokia 6110ではじめて搭載された。ノキアの携帯電話ではほかにいくつかのゲームが搭載されたが、成功を収めたのはヘビゲームだけだった。

## 2000年-2004年：マクス・ペインと携帯電話ゲームスタジオ

### 携帯電話ゲームのスタジオ
ノキアが初期のモバイルウェブであるWAPを導入すると、数種類のゲームがWAP向けに開発された。WAPはインターネットを携帯電話にもたらす予定であったが、ユーザビリティが悪く、データ料金が高かった。しかし、インターネットに対する熱意により投資者が携帯電話ゲームの開発会社に投資するようになった。初期の携帯電話ゲーム開発会社にはRiot-E、そしてHousemarqyeのスピンオフであるSpringtoyesがある。国際の大企業がベンチャーキャピタルでRiot-Eに2千万ユーロに投資したが、Riot-Eは数年で破産した。携帯電話のディスプレイが白黒からカラーになり、Javaが広く使用されると、携帯電話ゲームの見た目もより魅力的になった。ゲームの流通は通信事業者がそれぞれ独自にアプリストアを運営していたため、まだ通信事業者それぞれに連絡して流通させる必要があった。また、ハードウェアでも標準化がなされていないため、ゲームを開発した後も様々な携帯電話で遊べるようにするためにはプログラムを変更する必要があった。

### マクス・ペインの世界征服
2001年、マクス・ペインが発売された。マクス・ペインは発売から10年間750万本以上の売り上げを出し、この時期のフィンランド製ゲームのうち売り上げの最も高いものとなった。

### Habboの展開
2000年8月、Habboという青年層をターゲットとしたソーシャル・ネットワーキング・サービスが開始された（当時の名前はHabbo Hotel）。Habboの利用者は自分のHabboキャラの作成、ホテル客室の設計、新しい友達との出会い、ほかの利用者とのチャット、パーティーの開催、バーチャルペット飼い、ゲームの作成と遊び、クエストを行うことなる様々なことができる。Habbo Hotelの製作者サンポ・カルヤライネンとアーポ・キュロラはHabboを作る前、とあるバンドのウェブサイトのアバターアプリ、および通信事業者の宣伝のためにスノーボールのゲームを開発した。Habbo Hotelは最初にはホテッリ・クルタカラ（Hotelli Kultakala、「金魚ホテル」）という名前だったが、イギリスからはじまった国際用のバージョンはHabbo Hotelという名前になった。Habboは最も拡大したときには11言語に対応しており、100か国の利用者があった。Habboの利用は無料であり、小額決済で売り上げを出していた。各利用者は自分のホテル客室を有しており、客室を飾るためのアイテムはSMSを経由しての支払いで購入できる。SMS支払いは後にデジタル方式のトークンに置き換えられた。

## 2005年-2007年：ダウンロード販売
ダウンロード販売はゲーム開発に革命を起こした。2003年、Valve社のSteamが登場、以降PCゲーム最大のデジタル流通プラットフォームになった。Screen Digestによると、2013年時点ではSteamが75％のシェアを有していた。
伝統的なゲーム流通モデルにおいて、ゲーム開発会社は下請けであり、流通は宣伝や輸送コストにより高かった。このモデルでは開発会社が収入の1割しかもらえなかったが、デジタル流通では流通会社が収入の3割しか中抜きしないため、インディーズゲームの開発者が市場にゲームを売り出せるようになった。

## 2008年-2011年：アップル社の制覇とアングリーバードの大ヒット

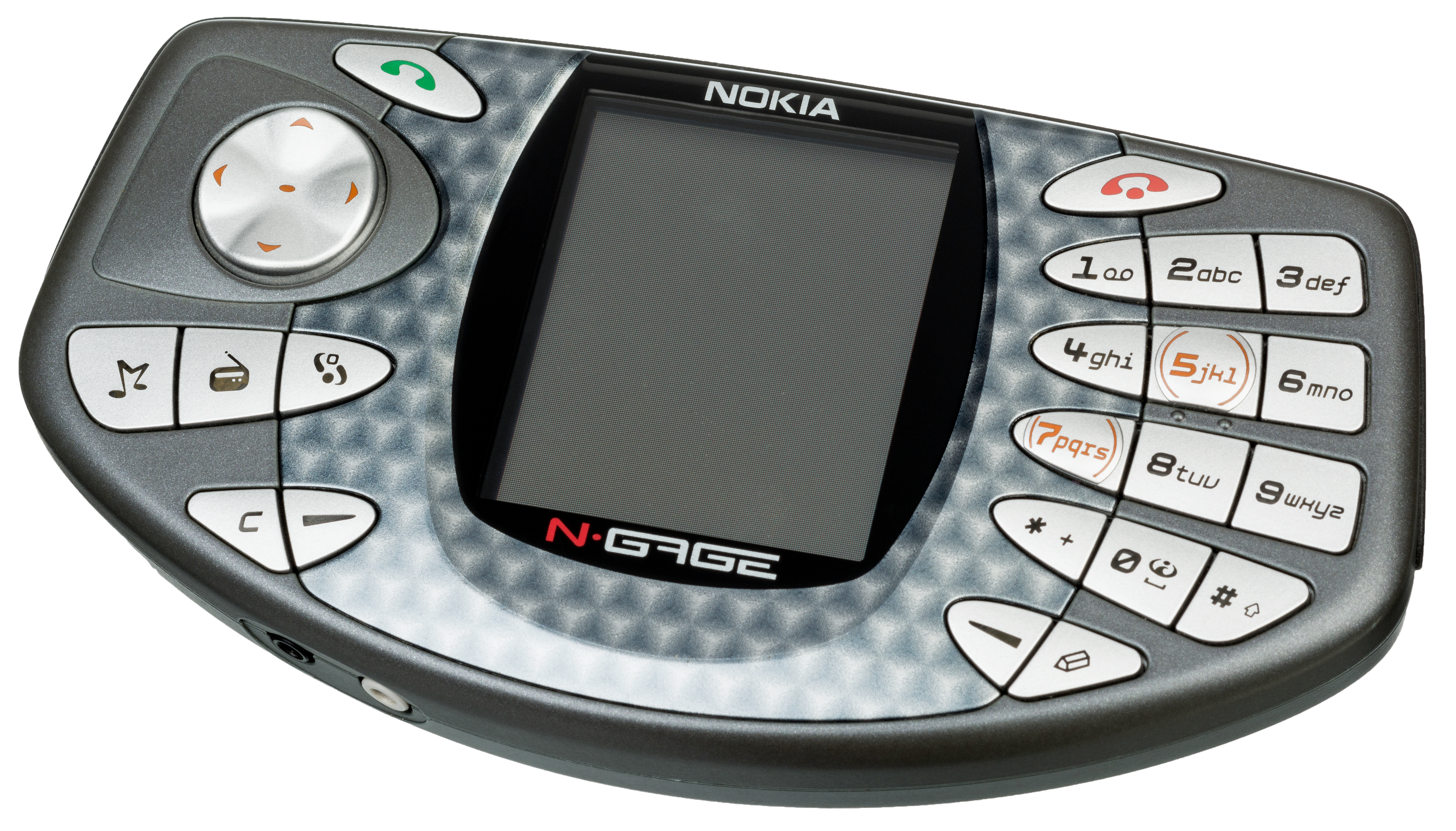
2003年に発売された、ノキア社のN-Gage。

2008年、フィンランドのコンピュータゲーム産業の総売上高は8,700万ユーロであり、従業員数は1千人以上だった。
2008年、AppleがApp Storeのサービスを開始した。この出来事が携帯電話ゲームの成功の転機となった。ノキアも自社でアプリマーケットを開始したが、ノキア社のSymbian電話がアップルのiPhoneよりもユーザインタフェースが劣っていた。N-Gageで発売されたゲームは50本以下で値段がそれぞれ5から10ユーロのに対し、App Storeのゲームの値段は1ユーロ以下のものもあった。
ロビオ・エンターテインメント（2003年に創業したレリュード社（Relude）から改名した）はiPhoneのゲームのみ開発することにした。ロビオ社が発売したAngry Birdsは大成功を収め、2015年7月時点でAngry Birdsシリーズのダウンロード数は30億を越えており、最も売れたフリーミアムゲームシリーズ、および最も成功したiOSアプリとなった。
レメディも2010年にマクス・ペインの続編Alan Wakeを発売した。マイクロソフトとの契約があったため、Alan Wakeは当初Xbox 360のみの発売となった。

## 2012年-：フリー・トゥ・プレイとインディーズゲームの時代
ダウンロード販売のシステムにより2011年以降スタートアップ会社の参入が多くなった。2001年から2014年までの間、新しく成立したゲームスタジオは179社あり、外国からフィンランドのコンピュータゲーム業界への投資は12.6億ユーロに上った。Angry Birdsの成功に触発されて、フリー・トゥ・プレイのモデル（収入源は小額決済である）が最も多く使用された。Supercell社はフリー・トゥ・プレイのゲームをいくつかローンチしており、うち2012年にローンチしたHay Dayとクラッシュ・オブ・クラン、2014年にローンチしたBoom Beachが成功を収めた。
2013年時点のSupercell売上高は6.72億ユーロだった。同年にはSupercellの株式の大半がソフトバンクとガンホーに売却された。ソフトバンクがSupercellの株式を購入すると、Supercell社の価値が55億米ドルまで上がり、それまで価値の一番高い携帯電話ゲームスタジオである可能性が高い。
2014年、コンピュータゲーム産業の中心にあたる開発とゲームサービスの総売上高は24億ユーロである。これは情報通信技術産業の売上高の25パーセントにあたり、また文化産業の付加価値の2割にあたる。